# 周福成
周 福成（しゅう ふくせい、中国語: 周福成; 拼音: Zhōu Fúchéng; ウェード式: Chou Fu-ch'eng、1898年（光緒24年） - 1953年）は、中華民国の軍人。東北陸軍（奉天派）出身で、後に国民革命軍に転じた。盛京将軍管轄区奉天府の人。

## 事績
柳条寨鎮連三台村出身。保定陸軍軍官学校第9期歩兵科を卒業し、その後は東北陸軍（奉天派）第15旅（長：万福麟）で軍歴を重ねた。1925年、東北陸軍第6旅第80団副団長（中校）。1927年（民国16年）5月、第6旅第17団団長に昇進、靳雲鶚率いる河南保衛軍を破り河南に駐屯。しかし馮玉祥の第2集団軍の攻勢を受け撤退、直隶で再編を図る。1928年末の東北易幟後、任東北辺防軍歩兵第6旅44団団長、1931年5月任第13旅639団団長、のち独立第29旅旅長。
1930年9月18日、中原大戦で蒋介石より援軍要請を受けた張学良に従い南下、2日後山海関に到着、北平西苑に駐屯。1933年（民国22年）、長城戦役に参戦し、古北口で中央系の第17軍第25師（長：関麟徴）とともに関東軍と交戦、戦役最中の3月23日に第53軍第129師師長に任命された。翌年、部隊を率いて河南省の信陽に駐屯し、光山で中国共産党（紅軍）包囲・掃討に従事している。1935年（民国24年）4月、陸軍少将銜を授与され、9月には陝西省北部で引き続き紅軍への包囲攻撃を行った。
日中戦争（抗日戦争）が勃発すると第116師師長に任命され、永清・安次一帯で日本軍と抗戦している。その後、山西省南部の太行山で日本軍を相手にゲリラ戦を展開した。1938年（民国27年）6月、武漢防衛戦に参戦している。同年12月、第53軍軍長に昇進した。翌1939年（民国28年）7月、陸軍中将銜を授与される。1942年（民国31年）9月、湖南省岳陽や湖北省監利で日本軍を攻撃した。1943年（民国32年）、第20集団軍の霍揆章の指揮下に入るが、東北軍出身の周をよく思わない霍は第53軍を解体併合しようとした。しかし中国遠征軍司令長官の衛立煌はこれを阻止し、第53軍に米軍式装備を優先させた。第53軍の士気は上がり、部隊を率いて雲南省西部で日本軍を攻撃し、騰衝を攻略している。1945年（民国34年）5月、中国国民党第6期中央監察委員候補に選出された。
国共内戦勃発に伴い、周福成は第53軍を率いて秦皇島に移駐した。1947年（民国36年）4月より東北の前線に移り、7月、第8兵団司令官に昇進している。1948年（民国37年）4月、松江省政府主席に任命され、翌月には国民政府主席東北行轅政務委員会委員も兼任した。同年、第8兵団を率いて遼瀋戦役に参戦、瀋陽防守兵団司令官に任ぜられる。しかし遼瀋戦役は国民党側劣勢となり、東北剿匪総司令衛立煌が瀋陽を離れると周が総司令代理に任ぜられる。11月に瀋陽は陥落し、趙鎮藩が離反、周は変装して逃れようとしたが結局東北人民解放軍に発見、捕虜とされた。その後、ハルビンに連行され、解放軍官教導団で思想改造を受けることになる。1953年3月に釈放されたが、それから数か月の内にハルビンで病没した。享年56。

## 注
1. 1 2 3  徐主編（2007）、936頁。
2. 1 2 3  劉国銘主編（2005）、1626頁。
3. ↑  “周福成” (中国語).   博雅人物网. 2020年4月29日閲覧。
4. ↑  1945年から1947年までの動向は、徐主編（2007）、936頁に拠る。劉国銘主編（2005）、1626頁は任命時期等に誤りが多い。
5. ↑  李（2012）に拠る。徐主編（2007）、936頁と劉国銘主編（2005）、1626頁は「撫順県」で死去した、としている。